# Banda blanca
La banda blanca en telecomunicacions és una zona de l'espectre radioelèctric que ha quedat buida gràcies a la digitalització de la televisió terrestre. Actualment pels canvis tècnics a la televisió, abans analògica i ara digital, s'allibera un ampli espectre freqüencial entre els 50 MHz i els 900 MHz. Això és degut al fet que les transmissions digitals poden anar en canals adjacents mentre que les transmissions analògiques no. Això significa que la banda de transmissió es pot comprimir en menys canals i això suposa més transmissions. Aquestes freqüències lliures s'anomenen banda blanca.
La Unió Europea es va proposar redistribuir la banda de freqüències i unir totes les freqüències de la banda blanca, creant el dividend digital.

## El Cas Espanyol

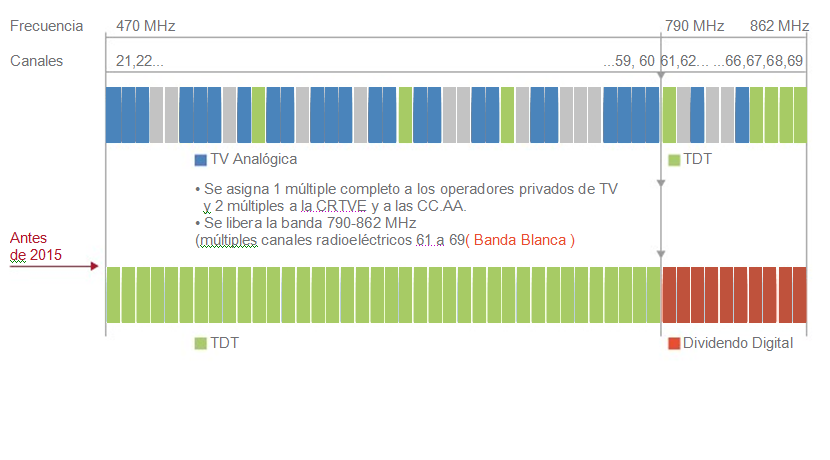
Gráfica Transición AnalogicTV a DigitalTV.

El 2011, el govern d'Espanya va decidir aprovar el Plan Marco d'Actuaciones para la liberación del Dividendo Digital. Això permet identificar, planificar, executar i gestionar totes les actuacións necessàries per a poder alliberar la banda 790 a 862 MHz.
El consens de la banda 790-862 MHz com a Dividend Digital, a nivell europeu, es va materialitzar en el moment en què Espanya estava plenament immersa en el seu procés de transició a la televisió digital, sense capacitat de paralitzar-ho o modificar-ho sense incórrer en un risc cert de fer-ho inviable o retardar-ho per un llarg període.
Això va provocar una singularitat enfront d'altres països del nostre entorn europeu: ara com ara la major part dels serveis de televisió digital es presten a Espanya, precisament, en la banda del Dividend Digital, per la qual cosa el procés per al seu alliberament tanca aspectes d'una considerable complexitat.
En primer lloc és necessari identificar, planificar i coordinar internacionalment noves freqüències fora de la banda de la Banda Blanca per substituir les freqüències que han de ser alliberades, i, una vegada planificades aquestes noves freqüències, cal abordar el complex procés per portar les emissions televisives actuals a les noves freqüències, la qual cosa permetrà l'alliberament del Divident Digital.
Els avantatges i beneficis futurs derivats de la reserva d'aquesta banda per als nous serveis acordats a nivell comunitari, justifiquen l'esforç a realitzar per escometre aquesta complexa tasca de reordenació de l'espectre radioelèctric.

## Objectius
L'Objectiu General del Plan Marco és establir les condicions tècniques i econòmiques necessàries que permetin garantir la reordenació de l'espectre radioelèctric per a l'alliberament de la banda de freqüències 790 a 862 MHz, actualment dedicada al servei de televisió, per destinar-la principalment a serveis avançats de comunicacions electròniques i, d'aquesta manera complir els compromisos adquirits amb els operadors després de les licitacions de freqüències.
Sempre amb el menor impacte possible en els ciutadans i agents afectats.
Un augment dels recursos d'espectre disponibles crea noves oportunitats per a la innovació en sectors orientats als serveis com la salut, l'educació, el govern i l'accessibilitat electrònica.
L'obertura de noves bandes de freqüència per a diferents serveis.
La Banda Blanca brinda l'oportunitat d'introduir la 4a Generació de telefonía mòbil Long Term Evolution (LTE) així com assegurar la cobertura de la banda ampla mòbil ultrarápida al 98% de la població, facilitant el compliment dels objectius de l'Agenda Digital per a Europa i contribuint decididament a reduir la bretxa digital.